# Kỳ, Tấn Trung
Kỳ huyện (chữ Hán giản thể: 祁县, âm Hán Việt: Kỳ huyện) là một huyện thuộc địa cấp thị Tấn Trung, tỉnh Sơn Tây, Cộng hòa Nhân dân Trung Hoa. Huyện Kỳ có diện tích 854 km², dân số năm 2002 là 260.000 người. Huyện Kỳ nằm ở bờ đông sông Phần, có lịch sử huyện 2500 năm. Năm 1994, huyện này thành danh thành văn hóa lịch sử quốc gia Trung Quốc. Huyện Kỳ có tên cổ là Chiêu Dư. Thời Xuân Thu là Thực Ấp của Đại Vu Kỳ Khê thuộc nước Tấn. Năm 514 trước Công nguyên lập huyện Kỳ. Huyện Kỳ có mã số bưu chính 030900, mã vùng điện thoại 0354. Về mặt hành chính, Kỳ được chia ra thành trấn và hương. 